# Granica francusko-włoska
Granica francusko-włoska – granica państwowa ciągnąca się na długości 488 km, począwszy od trójstyku ze Szwajcarią na północy do wybrzeża Morza Śródziemnego. Granica powstała na skutek zjednoczenia Włoch.

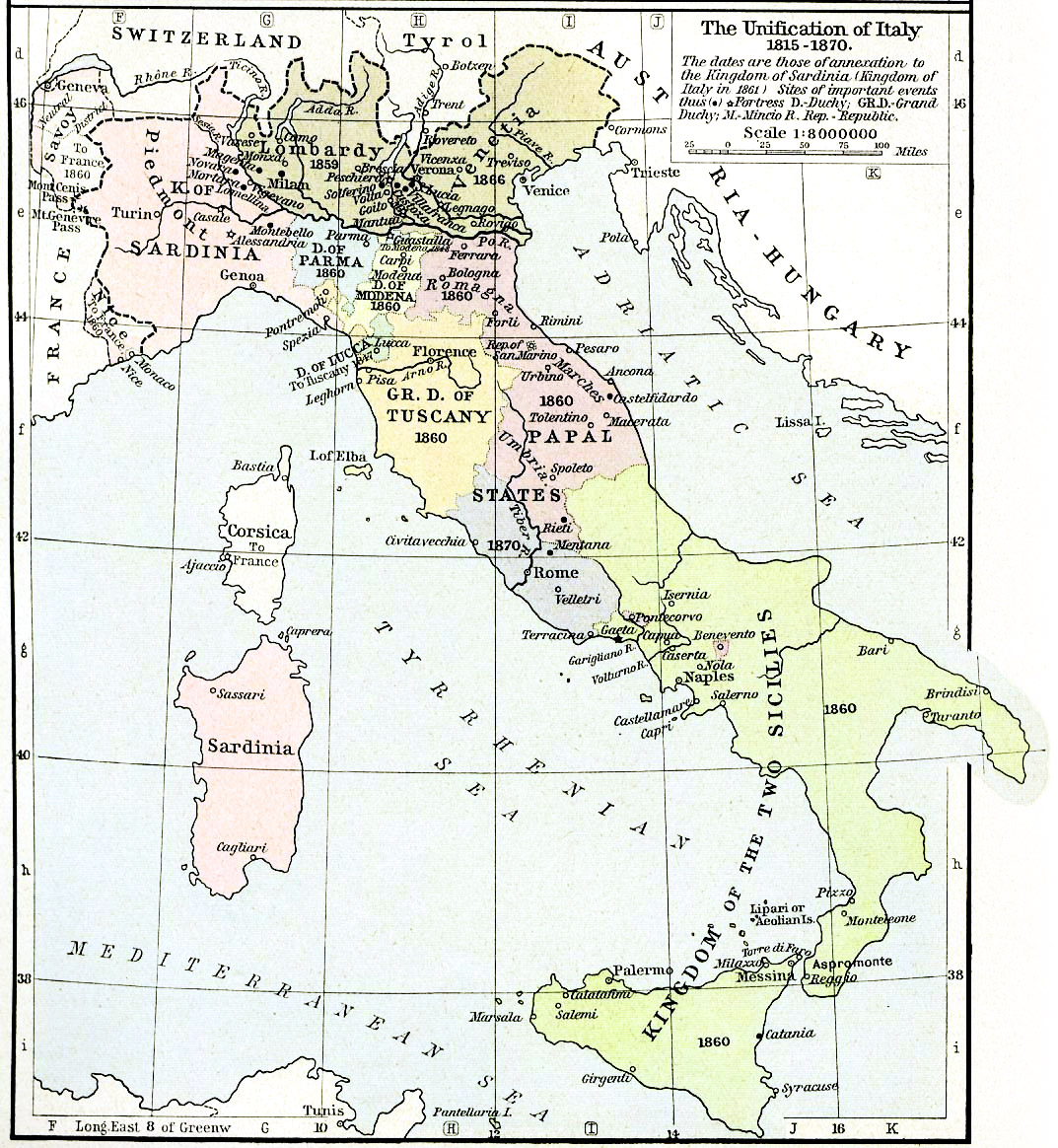
Zjednoczenie Włoch, mapa ukazuje tereny oddane Francji w 1860 roku.

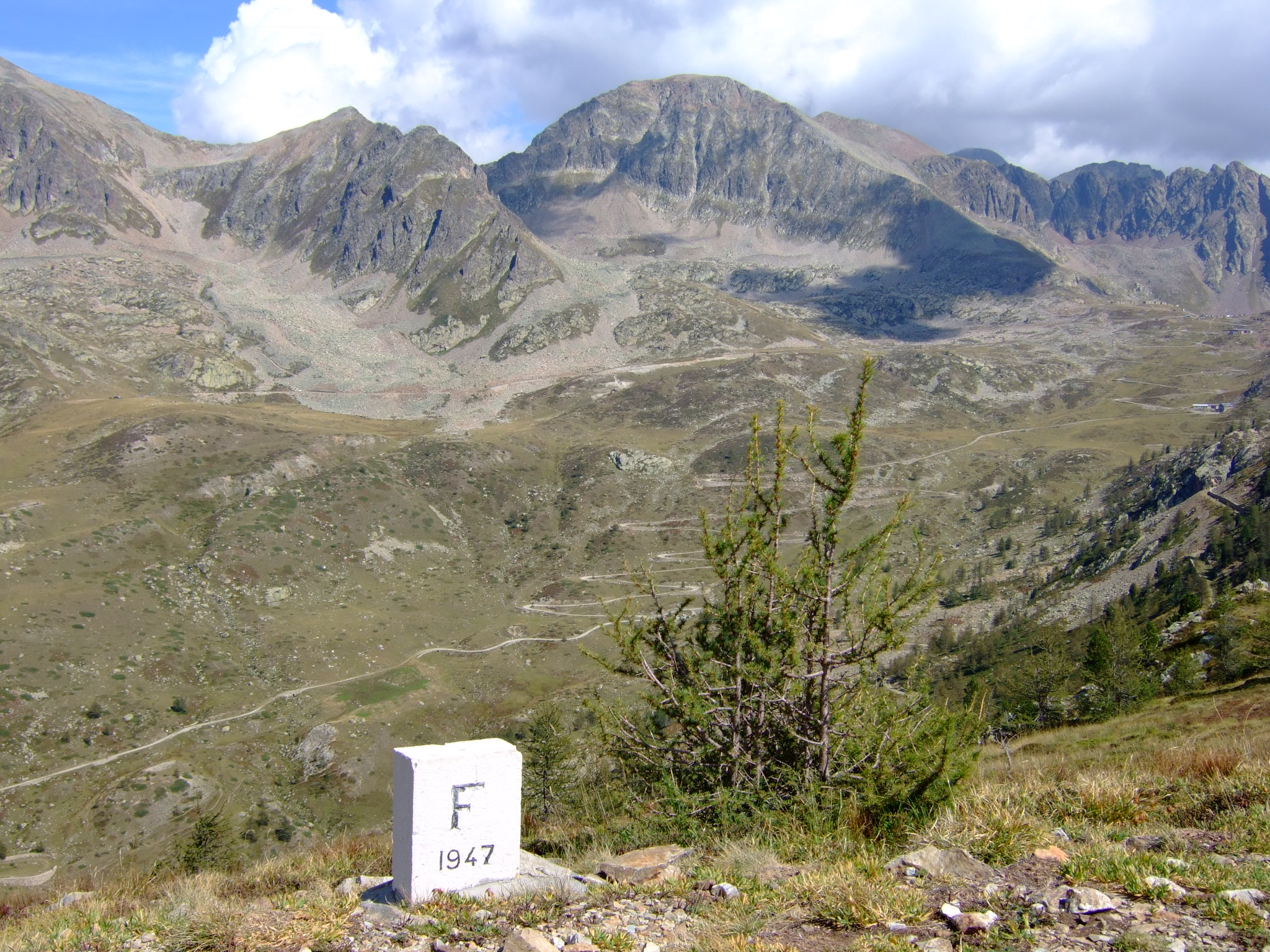
Granica francusko-włoska ustalona w 1947 roku

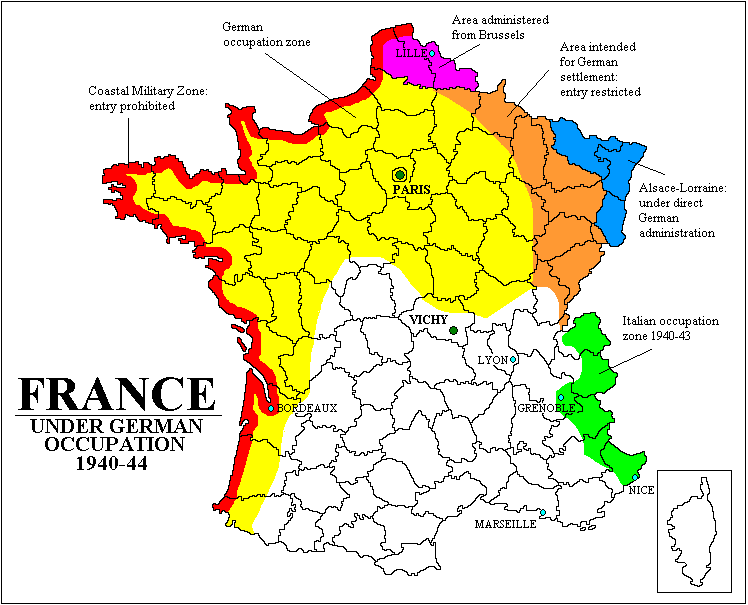
     Strefa okupacji włoskiej, 1940–3

## Przebieg granicy
Granica zaczyna się na trójstyku ze Szwajcarią, w okolicach Chamonix-Mont-Blanc, następnie zaś biegnie łukami na południe, głównie po szczytach Alp i osiągając wybrzeże Morza Śródziemnego kilka kilometrów na wschód od Nicei.

## Pochodzenie granicy
Granica powstała w 1861 roku, gdy w procesie jednoczenia powstało Zjednoczone Królestwo Włoch, obejmujące wszystkie ziemie włoskie. W zamian za pomoc w uzyskaniu Lombardii Królestwo Sardynii przekazało Francji część Sabaudii i ziemie nad brzegiem morza (hrabstwo Nicei). W następnym roku ogłoszono przekształcenie Królestwa Sardynii we Włochy i odtąd granica istnieje bez większych zmian. Jedynie w czasie II wojny światowej Benito Mussolini okupował część ziem alpejskich, natomiast w 1947 w wyniku ustaleń pokoju paryskiego przyłączono do Francji m.in. miejscowości La Brigue oraz Tende.